# MUSTN1
MUSTN1 (англ. Musculoskeletal, embryonic nuclear protein 1) – білок, який кодується однойменним геном, розташованим у людей на 3-й хромосомі. Довжина поліпептидного ланцюга білка становить 82 амінокислот, а молекулярна маса — 8 911.
| 10         |  | 20         |  | 30         |  | 40         |  | 50         |
| ---------- |  | ---------- |  | ---------- |  | ---------- |  | ---------- |
| MSQAGAQEAP |  | IKKKRPPVKD |  | EDLKGARGNL |  | TKNQEIKSKT |  | YQVMRECEQA |
| GSAAPSVFSR |  | TRTGTETVFE |  | KPKAGPTKSV |  | FG         |  |            |

A: Аланін

C: Цистеїн

D: Аспарагінова кислота

E: Глутамінова кислота

F: Фенілаланін

G: Гліцин

I: Ізолейцин

K: Лізин

L: Лейцин

M: Метіонін

N: Аспарагін

P: Пролін

Q: Глутамін

R: Аргінін

S: Серин

T: Треонін

V: Валін

Кодований геном білок за функцією належить до фосфопротеїнів. 
Локалізований у ядрі.